# Gregory Widen
Gregory Widen, né le 30 novembre 1958 dans le comté de Los Angeles, est un réalisateur et scénariste américain.

## Biographie
Il a fait ses études supérieures à l'université de Californie à Los Angeles et a été pompier pendant trois ans.

## Filmographie

### Réalisateur
- 1993 : Les Contes de la crypte (saison 5, épisode 12)
- 1995 : The Prophecy

### Scénariste
- 1986 : Highlander
- 1988 : Weekend War (téléfilm)
- 1991 : Backdraft
- 1993 : Les Contes de la crypte (saison 5, épisode 12)
- 1995 : The Prophecy
- 2000 : Green Sails (téléfilm)